# Bourg-Saint-Christophe
Bourg-Saint-Christophe es una comuna francesa situada en el departamento de Ain, de la región de Auvernia-Ródano-Alpes.

## Geografía
Bourg-Saint-Christophe se encuentra al suroeste del departament y forma parte de la aglomeración urbana de Meximieux.

## Demografía
| 447 | 507 | 515 | 659 | 716 | 824 | 1 035 | 1 258 | 1 407 |
| Para los censos de 1962 a 1999 la población legal corresponde a la población sin duplicidades (Fuente: INSEE [Consultar]) |     |     |     |     |     |       |       |       |